# Pomorska operacija
Pomorska operacija (en. Maritime operations)  podrazumijevaju svaku aktivnost pomorskih snaga koju one obavljaju na površini i ispod površine mora, u zraku i u kopnenom dijelu priobalja radi izvršenja zadaće ili ostvarenja cilja operacije. To podrazumijeva planiranje, prosudbu i obavljanje borbenih zadaća strateške, operativne ili taktičke razine, uključujući pokret (raspored snaga), potporu, napad, obranu i manevre koji su nužni za postizanje zadanog cilja. 

## Razine pomorskih operacija
Pomorske operacije, kao i vojne operacije u cjelini, se mogu promatrati u tri razine, a to su:
- strateška razina
- operativna razina
- taktička razina.

### Strateška razina
Na strateškoj razini vojne, a time ni pomorske operacije se ne planiraju već se određuju državni ciljevi koje treba ostvariti i daju se samo načelna usmjerenja i direktive za uporabu oružanih snaga u cjelini. Na ovoj razini se samo naslućuju elementi planiranja pohoda i operacija, daju se ograničenja u uporabi sile i usklađuje djelovanje diplomatskih, ekonomskih, obavještajnih i vojnih elemenata državne moći. Pomorske operacije na strateškoj razini se promatraju kao neratne i ratne pomorske operacije.
Neratne pomorske operacije su operacije koje pomorske snage izvode u vrijeme kada nije proglašeno ratno stanje i kojima se doprinosi ukupnom djelovanju drugih dijelova oružanih snaga u zajedničkom nastojanju svih elemenata državne moći za postizanje nacionalnih ciljeva.
Ratne pomorske operacije su one koje pomorske snage izvode u vrijeme proglašenog ratnog stanja i kojima se pomoću pomorskog dijela ukupne vojne moći doprinosi ostvarenju državnih ratnih ciljeva.
Međutim, promatrajući ih u kontekstu uporabe sile, pomorske operacije se dijele na neborbene i borbene pomorske operacije.
Neborbene pomorske operacije su one koje pomorske snage izvode samostalno ili u sastavu saveza, koalicija ili međunarodnih organizacija uporabom vojnih pomorskih sredstava bez uporabe sile. To su operacije u kojima sudjeluju naoružane pomorske snage, ali to oružje služi isključivo za samoobranu ili zaštitu civila i drugih neborbenih skupina i nije presudno za izvršenje misije ili zadaće.
Borbene pomorske operacije su one koje pomorske snage izvode samostalno ili u sastavu saveza, koalicija ili međunarodnih organizacija uporabom vojnih pomorskih sredstava uz planiranu uporabu sile. Uporaba sile u borbenim pomorskim operacijama je ključna za nametanje volje protivniku, odnosno za izvršenje misije ili zadaće.
Ne postoje jasne granice između ovih operacija tako da se za neratne operacije ne može reći da su to isključivo neborbene operacije, niti se za ratne može reći da su isključivo borbene. 

### Operativna razina
Operativna razina pomorskih operacija povezuje pomorsku strategiju i taktiku tako što djelovanja na taktičkoj razini usmjerava prema ostvarenju ciljeva zadanih na strateškoj razini. To je razina na kojoj se planiraju i izvode pohodi i operacije većih razmjera radi postizanja strateških ciljeva na bojištu ili u području operacija.
Operativni planovi i zapovijedi definiraju vojne ciljeve, faze i slijed postizanja ciljeva, dodjeljuju snage i resurse, određuju logističke potrebe i prioritete, te usklađuju djelovanja pomorskih formacija na nižim razinama s ostalim vojnim formacijama i drugim organizacijama. Pritom do izražaja dolazi operativno umijeće (en. Operational Art).
Operativno umijeće je vještina uporabe vojnih snaga radi postizanja strateških ciljeva planiranjem, organizacijom, objedinjavanjem snaga i vođenjem pohoda i operacija većih razmjera. Operativnim umijećem se koriste zapovjednici operativne razine i njihovi stožeri pri izradi ostvarivih planova koji povezuju i integriraju vojne operacije tako da one doprinose ostvarenju zadanog strateškog cilja. 
Da bi takvo planiranje bilo što uspješnije, zapovjednici operativne razine moraju voditi računa o četiri temeljna aspekta operativnog umijeća, tj. dati odgovor na četiri ključna pitanja:
1. Koji se vojno-strateški uvjeti moraju ostvariti da bi se postigao zadani strateški cilj?
2. Koje operativne ciljeve treba postići za ostvarenje takvih vojno-strateških uvjeta?
3. Koji će slijed aktivnosti dovesti do ostvarenja operativnih ciljeva?
4. Koje su snage i sredstva (resursi) potrebni za izvršenje takvog slijeda aktivnosti?

#### Pohodi
Pohod (en. campaign) je, u pravilu, združena (sudjeluju snage iz dvije ili više grana oružanih snaga) ili međunarodna združena operacija (sudjeluju višegranske snage iz dvije ili više država) koja u sebi sadrži niz povezanih vojnih operacija operativnog značenja koje se vode radi ostvarenja određenog strateškog cilja. Bez obzira na to što u nekim pohodima međunarodnih snaga pomorske snage mogu imati izrazito veliku ulogu i značaj, ne može se govoriti o pomorskom pohodu u kojemu bi sudjelovale isključivo pomorske snage.

#### Glavne pomorske operacije
Glavna pomorska operacija je operacija koja se sastoji od niza taktičkih akcija pomorskih snaga (bojeva, borbi, udara) koje se poduzimaju radi ostvarenja operativnih (ponekad i strateških ciljeva), čijim se ostvarenjem značajno mijenja operativna situacija u području operacija. Glavne pomorske operacije izvode namjenski organizirane pomorske snage sastavljene od namjenskih snaga i namjenskih skupina brodova.
Glavne mirnodopske pomorske operacije podrazumijevaju aktivnosti pomorskih snaga koje se poduzimaju radi oblikovanja sigurnosnog okružja u doba mira. U tim operacijama pomorske snage pružaju pomoć stanovništvu, civilnoj vlasti i drugim državnim organizacijama i institucijama u situacijama kada snage i sredstva civilnih institucija i organizacija nisu dostatne za rješavanje (najčešće humanitarnih) problema u opasnim ili kriznim situacijama.
Glavne mirovne pomorske operacije obuhvaćaju sve aktivnosti pomorskih snaga u sastavu mirovnih vojnih snaga koje se poduzimaju radi otklanjanja posljedica stanja krize ili sukoba između dviju (ili više) zemalja ili naoružanih skupina. Ove su operacije najčešće združenog karaktera i izvode pod mandatom Ujedinjenih naroda ili drugih međunarodnih organizacija.
Oblici mirovnih operacija su:
- Sprječavanje sukoba
- Uspostava mira
- Izgradnja mira
- Održavanje mira
- Nametanje mira
- Humanitarne operacije.

Glavne borbene pomorske operacije po svojim temeljnim značajkama mogu biti ofenzivne ili defenzivne, a najčešće se izvode kao dio pohoda radi ostvarenja operativnog cilja. Ciljevi tih borbenih djelovanja su:
- zaštititi/omogućiti vlastiti pomorski promet
- prekinuti/ometati protivnikov pomorski promet
- uspostaviti pomorsku blokadu
- razbiti pomorsku blokadu
- uništiti protivničke pomorske snage na moru/u lukama
- izvršiti pomorski desant
- uništiti protivničke pomorske instalacije
- pružiti potporu kopnenim snagama u priobalju

### Taktička razina
Na taktičkoj razini pomorskih operacija se planiraju i izvode taktičke operacije radi postizanja vojnih ciljeva dodijeljenim taktičkim postrojbama pomorskih snaga. 
Uspješno postizanje vojnih ciljeva taktičke razine doprinosi postizanju ciljeva operativne, a u određenim uvjetima i strateške razine. Stoga je potrebno voditi računa o tome da učinci koji se ostvaruju u taktičkim operacijama uvijek moraju podupirati ostvarenje ciljeva glavnih operacija ili pohoda.
Taktičke pomorske operacije mogu biti neborbene i borbene.

#### Neborbene taktičke pomorske operacije
Neborbene taktičke pomorske operacije obuhvaćaju one operacije i aktivnosti pomorskih snaga koje se poduzimaju radi smirivanja stanja i smanjenja razine nasilja, kao i mirnodopske aktivnosti koje se poduzimaju u državi u doba mira kao potpora civilnoj vlasti i institucijama u miru i u vrijeme opasnih i kriznih stanja. 
Potpora u katastrofama i velikim nesrećama je taktička operacija usmjerena na prevenciju, saniranje i neutraliziranje učinaka i posljedica katastrofa i velikih nesreća koje se mogu dogoditi u priobalju.
Evakuacija je taktička operacija koja s provodi radi premještanja ugroženih civilnih i drugih osoba i imovine na sigurno mjesto. Pomorske snage evakuaciju najčešće obavljaju brodovima, ali i drugim sredstvima, pri čemu se vodi računa o sigurnosti i organizaciji ukrcja, transporta i iskrcaja ljudi i imovine, kao i o medicinskoj pomoći evakuiranih osoba.
Traganje i spašavanje na moru, pod morem i u priobalju je operacija koja podrazumijeva uporabu plovila, letjelica, spasilačkih timova i specijalne opreme kojima raspolažu pomorske snage.
Potpora je taktička operacija pomorskih snaga u potpori civilnih funkcija koje doprinose dobrobiti cjelokupnog društva ili drugim instrumentima sigurnosti. 

#### Borbene taktičke pomorske operacije
Glavni oblici taktičkih pomorskih borbenih operacija su:
- udar
- borba
- boj.

Udar je najvažniji oblik pomorskih operacija taktičke razine, a predstavlja kombinaciju vatre i manevra jedne ili više istovrsnih platformi radi postizanja zadanog taktičkog cilja. Uspjeh udara se značajno poboljšava prikrivanjem manevra i njegovim brzim izvršenjem.
Glavna obilježja dobro planiranog i provedenog udara su kratkoća trajanja (najčešće u minutama) te brzo i vješto manevriranje platformi uz istovremenu uporabu naoružanja protiv uočenih slabosti u sustavu obrane protivnika. Udar se može izvršiti uporabom raketnog, torpednog, topničkog i minskog oružja ili njihovom kombinacijom. U kombiniranom udaru najprije se koristi oružje velikog dometa radi slabljenja obrane protivnika, a potom oružje kraćeg dometa s ciljem njegove potpune neutralizacije. Dobro pripremljen i izvršen udar može rezultirati porazom protivničkih snaga u vrlo kratkom vremenu.
Borba je oblik taktičkih pomorskih operacija koji se sastoji od niza povezanih i u prostoru i vremenu usklađenih udara koje izvode više namjenskih postrojbi ili skupina pomorskih snaga radi postizanja zadanog taktičkog cilja u sklopu boja ili pojedinačne borbe.
Boj je najviši oblik taktičkih pomorskih operacija koji se sastoji od niza povezanih i u prostoru i vremenu usklađenih udara i borbi koje izvode više namjenskih snaga i skupina pomorskih ili združenih snaga radi postizanja zadanog taktičkog, a ponekad i operativnog cilja u području pomorskih operacija.

## Vrste pomorskih operacija
Pomorske operacije podrazumijevaju bilo koju aktivnost koju pomorske snage obavljaju na i ispod površine mora s ciljem ostvarenja prevlasti na moru, nadzora mora, odvraćanja i/ili djelovanja s mora na kopno. One obuhvaćaju sve operacije u rasponu od mirnodopskih, kao što su nazočnost, izviđanje i humanitarne operacije, preko operacija koje se izvode u stanju neposredne ugroženosti sve do ratnih operacija. Operacije nazočnosti pomorskih snaga u blizini kriznih područja i prije izbijanja sukoba omogućuje Međunarodno pravo mora i činjenica da pomorske snage mogu boraviti u međunarodnim vodama bez narušavanja suvereniteta bilo koje države.
Pomorske neratne i ratne operacije imaju različite nazive, a najčešće se svode na sljedeće:
- osiguranje pomorskog prometa
- evakuacija civilnog stanovništva
- dostava humanitarne pomoći
- desantne operacije
- protudesantne operacije
- napad na protivničke pomorske snage
- pomorska blokada
- sprječavanje blokade
- pomorski transport.

Osiguranje pomorskog prometa je operacija pomorskih snaga kojom se omogućuje neometana i sigurna plovidba svim trgovačkim te drugim vlastitim i savezničkim brodovima u području operacije. To se postiže posrednom i neposrednom zaštitom plovnih putova i brodova.
Evakuacija civilnog stanovništva morem je pomorska operacija izvlačenja civilnog stanovništva iz ugroženih područja na obali ili otocima i po mnogim elementima je slična desantnim operacijama. Pomorske snage ovakve operacije izvršavaju samostalno, združeno (sa snagama drugih grana oružanih snaga) ili zajednički (sa snagama drugih državnih ili međunarodnih institucija i organizacija).
Desantne operacije podrazumijevaju djelovanja s mora pomorskim snagama za prevoženje i iskrcaj desantnih snaga (osoblja, naoružanja i opreme) na vlastitu ili protivničku obalu. 
Protudesantne operacije su one koje se organiziraju i provode radi sprječavanja ili onemogućavanja djelovanja protivničkih desantnih snaga i koje se poduzimaju neposredno prije i tijekom desantnih operacija protivnika.
Napad na protivničke pomorske snage podrazumijeva djelovanje vlastitih pomorskih snaga primjenom svih ili pojedinog sadržaja pomorskog ratovanja s ciljem onemogućavanja djelovanja protivničkih pomorskih snaga njihovim neutraliziranjem ili uništenjem.
Pomorska blokada je vrsta pomorske operacije kojom se trgovačkim i ratnim brodovima sprječava pristup u ili izlazak iz određenog (vlastitog ili protivničkog) područja pod protivničkim nadzorom. 
Sprječavanje pomorske blokade je operacija vlastitih pomorskih snaga protiv snaga protivnika koje blokiraju određeno područje i onemogućavaju ili ograničavaju slobodu plovidbe trgovačkim i ratnim brodovima s ciljem njihove neutralizacije ili uništenja.
Pomorski transport je pomorska operacija kojom se osoblje, naoružanje i oprema prevoze plovnim putovima uz primjenu svih potrebnih ili raspoloživih mjera osiguranja, s ciljem raspoređivanja, popune ili pregrupiranja snaga u priobalnom području, odnosno dostave humanitarne pomoći ugroženom stanovništvu.

## Vanjske poveznice
- Koncept pomorskih operacija SAD-a, 2010.  Arhivirana inačica izvorne stranice od 4. srpnja 2010. (Wayback Machine)
- Australska Doktrina pomorskih snaga, 2010.
- Rječnik NATO pojmova i definicija  Arhivirana inačica izvorne stranice od 9. svibnja 2010. (Wayback Machine)
- Rječnik pojmova Ministarstva obrane SAD-a  Arhivirana inačica izvorne stranice od 24. kolovoza 2014. (Wayback Machine)